# Метони (Месиния)
Мето́ни (греч. Μεθώνη) — малый город в Греции, на побережье Ионического моря на юго-западной оконечности Пелопоннеса к северо-западу от мыса Акритас (Ακρίτας). Расположен на высоте 23 метра над уровнем моря в 44 километрах к юго-западу от Каламаты и в 39 километрах к юго-западу от аэропорта «Капитан-Василис-Константакопулос». Входит в общину (дим) Пилос-Нестор в периферийной единице Месинии в периферии Пелопоннес. Население 1103 жителя по переписи 2011 года. Важный курортный город Пелопоннеса.

## История
До и во время Троянской войны назывался Педасом (Πήδασος). Гомер характеризует Педас, как «изобилующий виноградниками». Педас был одним из семи процветающих городов, которые Агамемнон предложил Ахиллу в качестве приданого за дочерью. По Павсанию город был переименован в Мофону (Μοθώνη) по имени Мофоны, дочери Энея.
По Фукидиду город подвергся нападению афинского флота в начале Пелопоннесской войны в 431 году до н. э. Город спас спартанский военачальник Брасид.
Завоёван в 1124 году венецианцами, которые именовали его Модон (Modon). После взятия Константинополя крестоносцами был взят в 1205 году франками, под начальством Жоффруа де Виллардуэна; затем снова отошёл к Венеции. Венецианцы построили здесь крепость Модон. Город-крепость стал оплотом венецианского, а затем турецкого контроля над полуостровом. В 1498 году был завоёван турками, под начальством Баязида II. В 1686 году его взяли венецианцы, но в 1715 году снова отдали его туркам. До греческой войны за освобождение был сильно укреплён и насчитывал около 7000 жителей.
29 марта 1821 года епископ Григорий (Папатеодору) поднял восстание и запер турок в крепости Модон.
30 апреля 1825 года флот восставшей Греции под командованием Миаулиса Андреас-Вокоса потопил здесь египетско-турецкую флотилию. В 1825 году Модон совершенно опустошён турками.
На начало XX века насчитывал около 1500 жителей.

## Сообщество Метони
В местное сообщество Метони входят пять населённых пунктов и остров Сапьендза. Население 1209 жителей по переписи 2011 года. Площадь 29,529 квадратного километра.
| Населённый пункт   | Население (2011), человек |
| ------------------ | ------------------------- |
| Ефири              | 16                        |
| Кокинья            | 13                        |
| Критика            | 4                         |
| Метони             | 1103                      |
| Сапьендза (остров) | 2                         |
| Тапия              | 71                        |

## Население
| Год  | Население, человек |
| ---- | ------------------ |
| 1991 | 1170               |
| 2001 | 1121               |
| 2011 | ↘ 1103             |

## Достопримечательности
- Крепость Модон

## Персоналии
- Николай Мефонский — епископ, видный учёный богослов XII века.